# Stefan Gumbrycht
Stefan Józef Gumbrycht (ur. 6 sierpnia 1893 w Warszawie, zm. 4 września 1979 w Szczecinie) – plutonowy pospolitego ruszenia Wojska Polskiego, działacz niepodległościowy, kawaler Orderu Virtuti Militari.

## Życiorys
Urodził się jako syn Aleksandra, urzędnika, i Wincentyny z domu Heiman. Po ukończeniu sześciu klas Szkoły Handlowej podjął pracę w biurze jednej z polskich firm w Petersburgu. Pod koniec roku 1917 wstąpił do I Korpusu Polskiego w Rosji, w którym otrzymał przydział do dywizjonu artylerii konnej. Po rozwiązaniu I Korpusu działał w kijowskich i odeskich strukturach Polskiej Organizacji Wojskowej. Na Kubaniu zgłosił się do szeregów 4 Dywizji Strzelców i skierowany został do 1 dywizjonu artylerii polowej.
W czasie wojny polsko-bolszewickiej służył, w randze plutonowego, w 3 baterii 1 pułku artylerii polowej, wchodzącego w skład 1 Dywizji Litewsko-Białoruskiej. Wyróżnił się w dniu 2 czerwca 1920 r. podczas starć w rejonie wsi Krasnoje i Dźwinosa. Wówczas to jako konny zwiadowca dostarczył, pod silnym ogniem wroga, ważny meldunek - przyczyniając się do zadania dużych strat radzieckiemu 502 pułkowi piechoty. Za ten czyn odznaczony został Krzyżem Srebrnym Orderu Virtuti Militari. Nadanie to potwierdzono dekretem Wodza Naczelnego marszałka Józefa Piłsudskiego L. 2694 z dnia 15 marca 1921 roku (opublikowanym w Dzienniku Personalnym Ministerstwa Spraw Wojskowych Nr 12 z dnia 26 marca 1921 roku).
Przeniesiony do rezerwy z dniem 17 października 1921 roku. Pracował kolejno w łódzkiej spółdzielni „Brygada”, Banku Handlowo-Przemysłowym i biurze komorniczym.
W okresie okupacji mieszkał w Warszawie. Jako plutonowy Państwowego Korpusu Bezpieczeństwa wziął udział w powstaniu warszawskim. Zmarł w roku 1979 w Szczecinie i spoczywa na tamtejszym cmentarzu Centralnym (kwatera: 48C, rząd: 13, grób: 11). Jego żoną była Sabina Wojdała, z którą miał córkę Jadwigę i syna Aleksandra.

## Ordery i odznaczenia
- Krzyż Srebrny Orderu Wojskowego Virtuti Militari nr 1240[3]
- Medal Niepodległości – 13 września 1933 „za pracę w dziele odzyskania niepodległości”[4]